# خورشیدگرفتگی ۲۴ آبان ۱۳۹۱

خورشیدگرفتگی ۲۴ آبان ۱۳۹۱. به‌صورت کلی و از ایران قابل مشاهده نیست.

خورشیدگرفتگی ۲۴ آبان ۱۳۹۱ روز چهارشنبه (۱۳ نوامبر ۲۰۱۲م) به صورت کلی خواهد بود. این گرفت از ایران قابل مشاهده نیست. این گرفت هنگامی روی می‌دهد که خاورمیانه و ایران شب را می‌گذراند و در نیمروز مقابل در نیمکره جنوبی این گرفت تحقق می‌یابد.

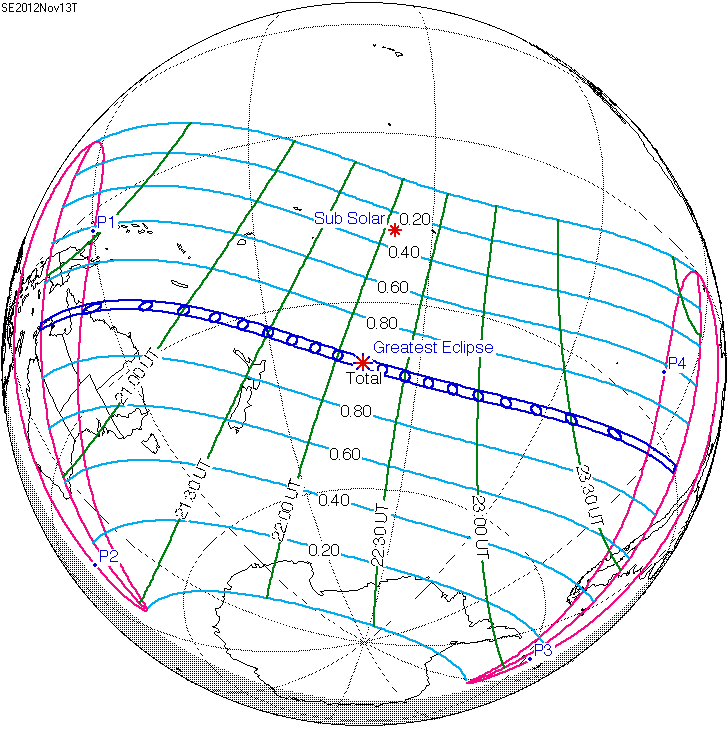
نقشه خورشیدگرفتگی ۲۴ آبان ۱۳۹۱

این گرفتگی در بخشی از شمال استرالیا و جنوب اقیانوس آرام به صورت کلی و در استرالیا، زلاندنو، جنوب اقیانوس آرام، بخشی از جنوبگان و جنوب آمریکای جنوبی به صورت جزئی قابل مشاهده است.
این گرفت تقریباً از ۱۹:۳۰ روز ۱۳ نوامبر ۲۰۱۲ به وقت جهانی از منتهی‌الیه جنوب شرق آسیا و شمال استرالیا آغاز شده تمام استرالیا را دربرگرفته و اقیانوس آرام جنوبی و نیمه‌ای از مدار قطبی جنوب را شامل شده و با رسیدن به نوار غربی آمریکای جنوبی و در نهایتاً در آب‌های اقیانوس آرام در حدود ساعت ۰۰:۵۰ روز ۱۴ نوامبر به پایان می‌رسد.